# Zálesní Lhota
Zálesní Lhota (německy Hüttendorf) je vesnice, část obce Studenec v okrese Semily v Libereckém kraji. Nachází se asi 1,5 kilometru východně od Studence. Zálesní Lhota je také název katastrálního území o rozloze 7,04 km².

## Historie
První písemná zmínka o vesnici pochází z roku 1403.
Vznik Zálesní Lhoty je historicky zařazen do 13.–14. století. V tomto období již existoval statek Dolní Janov, poblíž dnešní Klášterské Lhoty. Statek byl zničen v době husitských válek. Hospodář statku proto hledal útočiště pro sebe a stáda dobytka. Našel klidné údolí v lesích. Zde se pásl dobytek celé léto a na podzim se vracel do stájí. Pastevci si zde vystavěli obydlí, které stávalo na místě čp. 81. Toto území pak věnoval šafáři Schormovi za věrné služby. Ten postavil další domy a tak vznikla osada zvaná Hüttendorf. Osada se rozrůstala většinou o zběhlé vojáky nebo nevolníky. Přicházeli i horníci, kteří hledali na Strážníku měď a stříbro. Horníci pálili dřevěné uhlí v milířích. Dřeva zde bylo vždy dost.
Při kopání v podzemí zde došlo k důlnímu neštěstí, zasypání dvanácti horníků.

## Obyvatelstvo
| Rok            | 1869  | 1880  | 1890  | 1900  | 1910  | 1921 | 1930  | 1950 | 1961 | 1970 | 1980 | 1991 | 2001 | 2011 | 2021 |
| -------------- | ----- | ----- | ----- | ----- | ----- | ---- | ----- | ---- | ---- | ---- | ---- | ---- | ---- | ---- | ---- |
| Počet obyvatel | 1 375 | 1 281 | 1 274 | 1 268 | 1 136 | 999  | 1 038 | 554  | 579  | 525  | 459  | 407  | 379  | 402  | 435  |
| Počet domů     | 186   | 188   | 186   | 189   | 191   | 195  | 200   | 179  | 139  | 143  | 129  | 162  | 158  | 176  | 185  |

## Obecní správa
Při sčítání lidu v letech 1850–1980 byla Zálesní Lhota samostatnou obcí, nejprve v okrese Jilemnice, ale od roku 1960 v okrese Semily. Od 1. ledna 1981 je částí obce Studenec v okrese Semily.

## Pamětihodnosti
- Socha sv. Jana Nepomuckého, při polní cestě severně od vsi
- Novogotický kostel svatého Jana Nepomuckého
- Rodný dům Jiřího Šlitra

## Osobnosti
V Zálesní Lhotě se narodili:
- Rainer Nossek (1920–1945), bojový letec Luftwaffe, držitel Rytířského kříže Železného kříže
- Jiří Šlitr (1924–1969), hudební skladatel, klavírista, zpěvák, herec a výtvarník
- Rudolf Mejsnar (1928–2022), akademický malíř
- Květa Jeriová-Pecková (* 1956), běžkyně na lyžích, trojnásobná olympijská medailistka

## Další fotografie

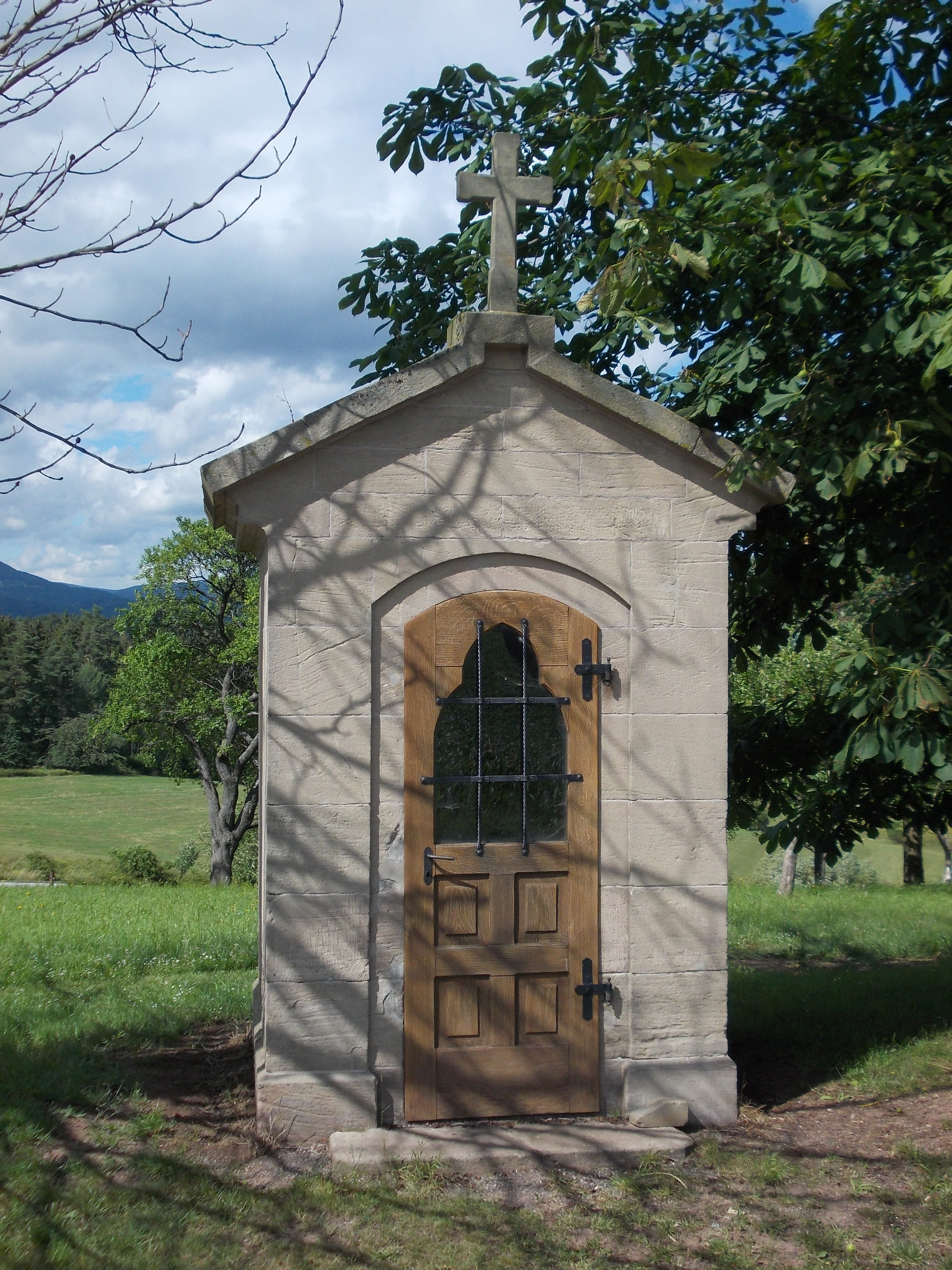
Kaplička na návrší
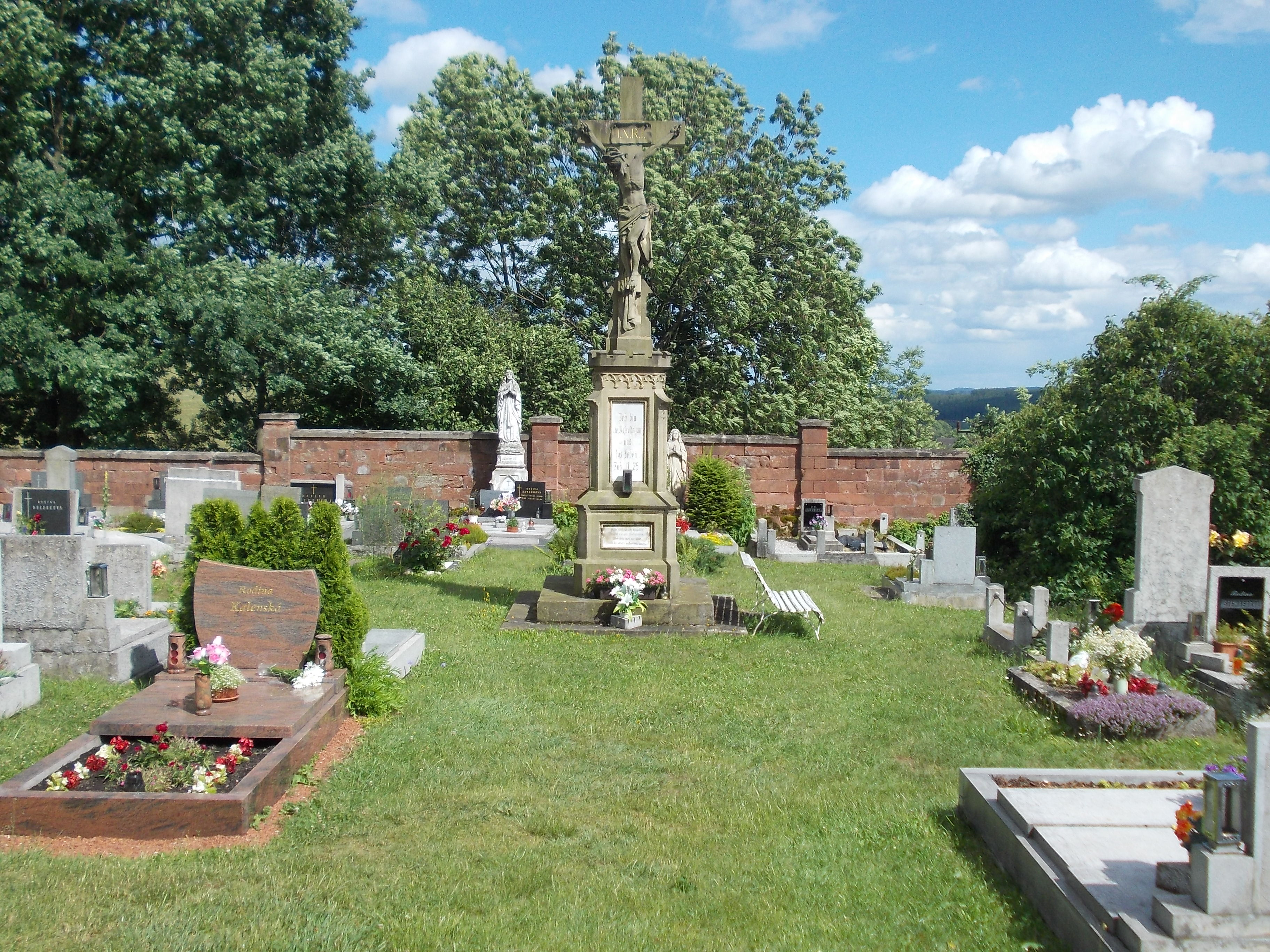
Hřbitov u kostela
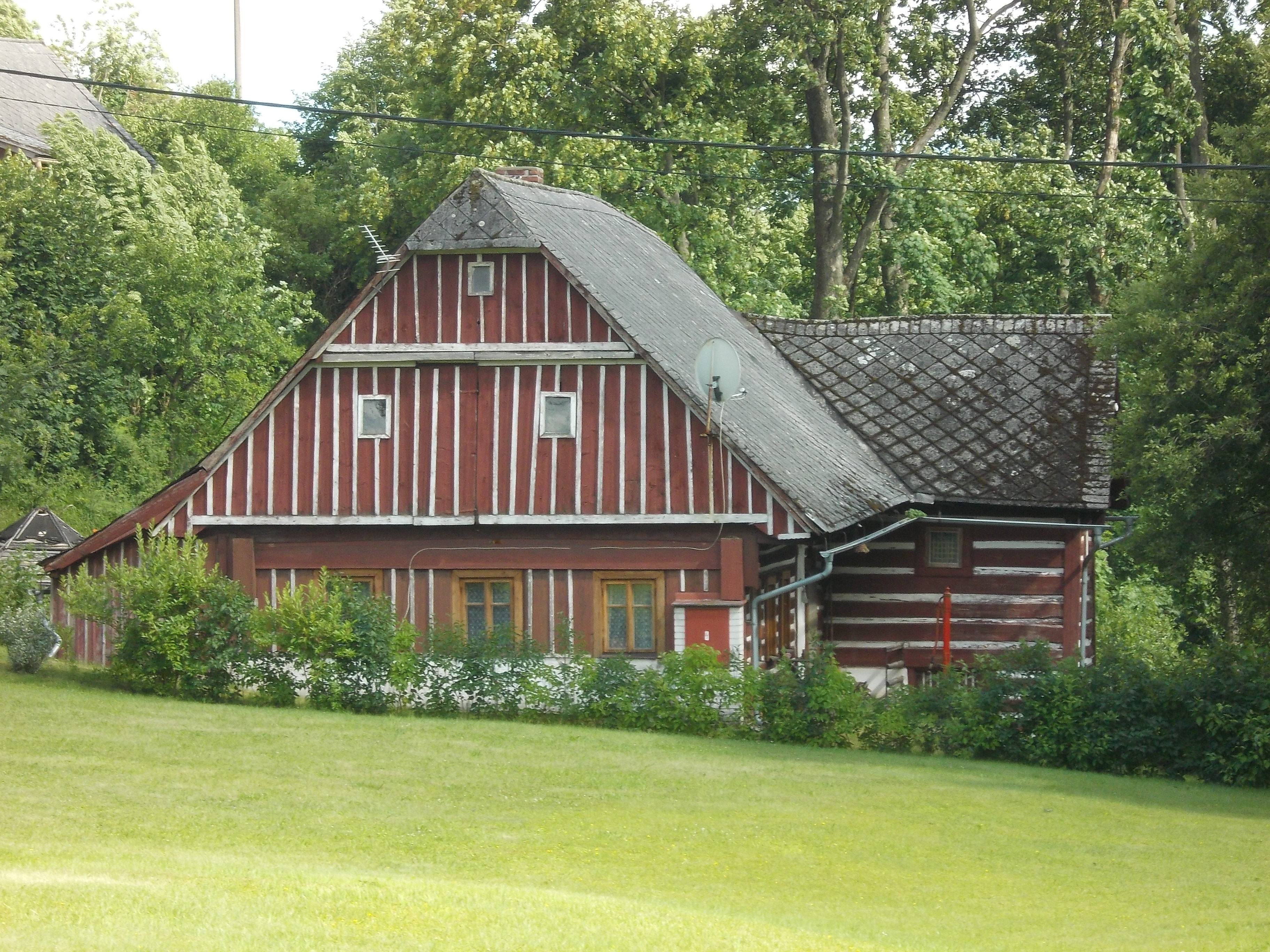
Roubenka (čp. 68)
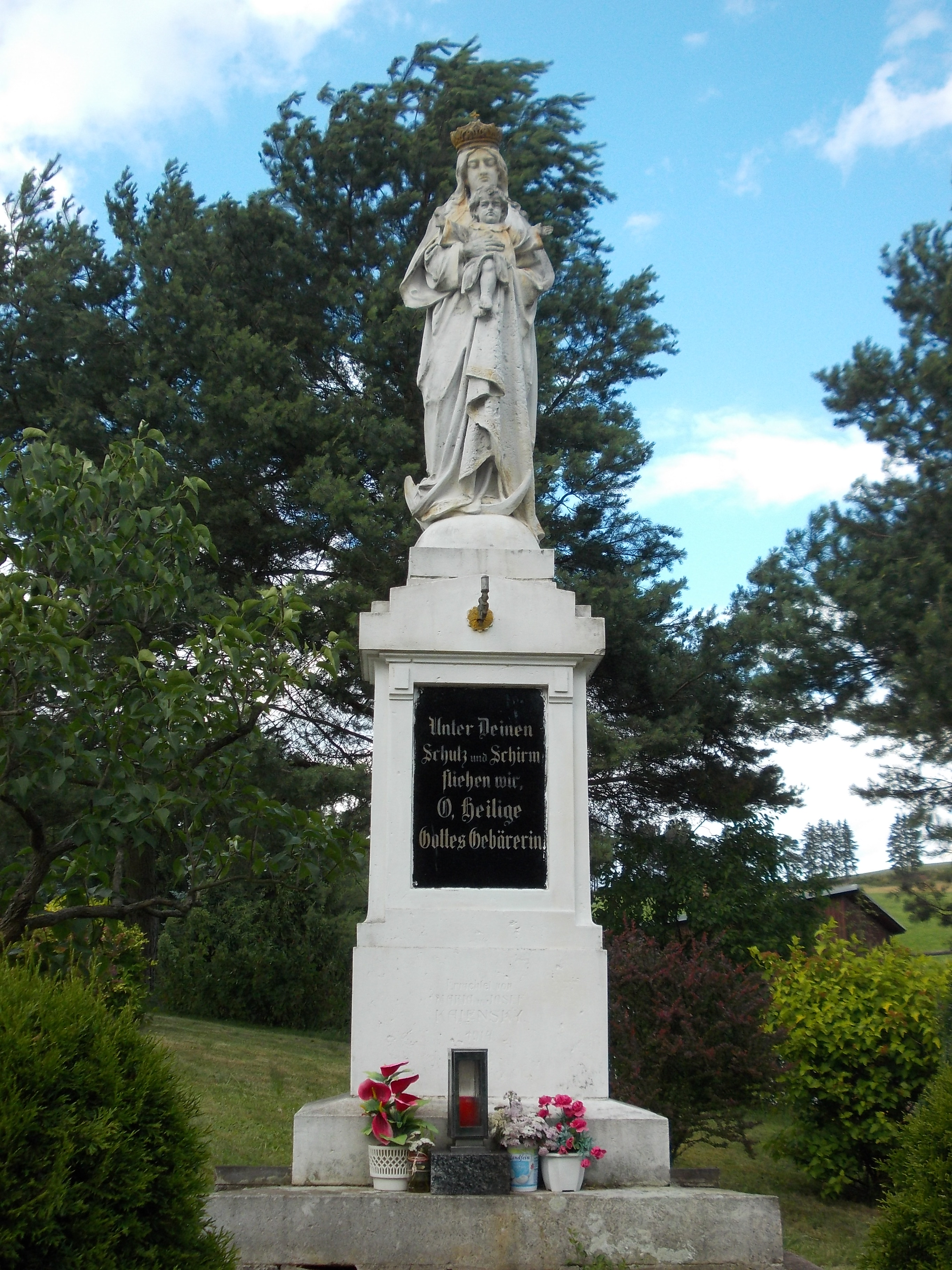
Socha Panny Marie